# Dietrich Braess
Dietrich Braess (* 16. Juni 1938 in Hamburg) ist ein deutscher Mathematiker, der sich mit numerischer Mathematik beschäftigt.

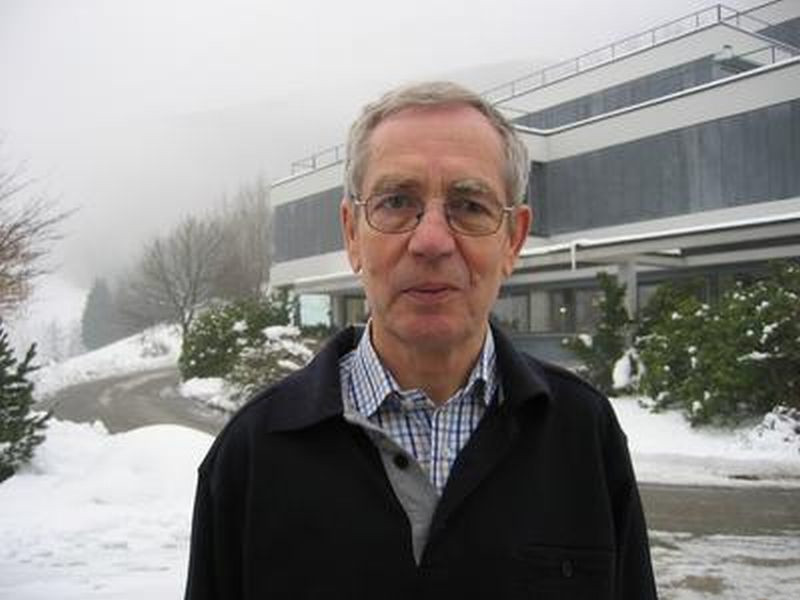
Dietrich Braess, Oberwolfach 2005

Braess wurde 1964 bei Gustav Kramer an der Universität Hamburg in theoretischer Kernphysik promoviert (Einfluß der Wechselwirkung im Endzustand auf die Elektrospaltung des Deuterons in der Nähe der Schwelle). Er wechselte dann zur Mathematik, habilitierte sich 1968 an der Universität Münster, wo er danach Professor war. Seit Ende der 1970er Jahre und bis 2003 war er Professor an der Ruhr-Universität Bochum.
Er befasste sich mit Approximationstheorie, Mehrgitterverfahren und Finiten Elementen, CG-Verfahren. Bekannt ist er für die Publikation des Braess-Paradoxons, das u. a. in der Verkehrsplanung auftritt.
Seit Sommer 2003 befindet sich Dietrich Braess im Ruhestand.

## Schriften
- als Herausgeber mit Wolfgang Hackbusch und Ulrich Trottenberg: Advances in Multi-grid Methods. Proceedings of the Conference held in Oberwolfach, December 8 to 13, 1984 (= Notes on Numerical Fluid Mechanics and Multidisciplinary Design. 11). Vieweg, Braunschweig u. a. 1985, ISBN 3-528-08085-X.
- Nonlinear Approximation Theory (= Springer Series in Computational Mathematics. 7). Springer, Berlin u. a. 1986, ISBN 3-540-13625-8.
- als Herausgeber mit Larry L. Schumaker: Proceedings of a Conference on Numerical Methods in Approximation Theory which was held at the Mathematisches Forschungsinstitut in Oberwolfach during the Week of November 24–30, 1991 (= International Series of Numerical Mathematics. 105 = Numerical Methods in Approximation Theory. 9). Birkhäuser, Basel u. a. 1992, ISBN 3-7643-2746-4.
- Finite Elemente. Theorie, schnelle Löser und Anwendungen in der Elastizitätstheorie. Springer, Berlin u. a. 1992, ISBN 3-540-54794-0 (Mehrere Ausgaben; in englischer Sprache: Finite Elements. Theory, Fast Solvers, and Applications in Solid Mechanics. Cambridge University Press, Cambridge u. a. 1997, ISBN 0-521-58187-7).